# Algemene verkiezingen in Liberia (1919)

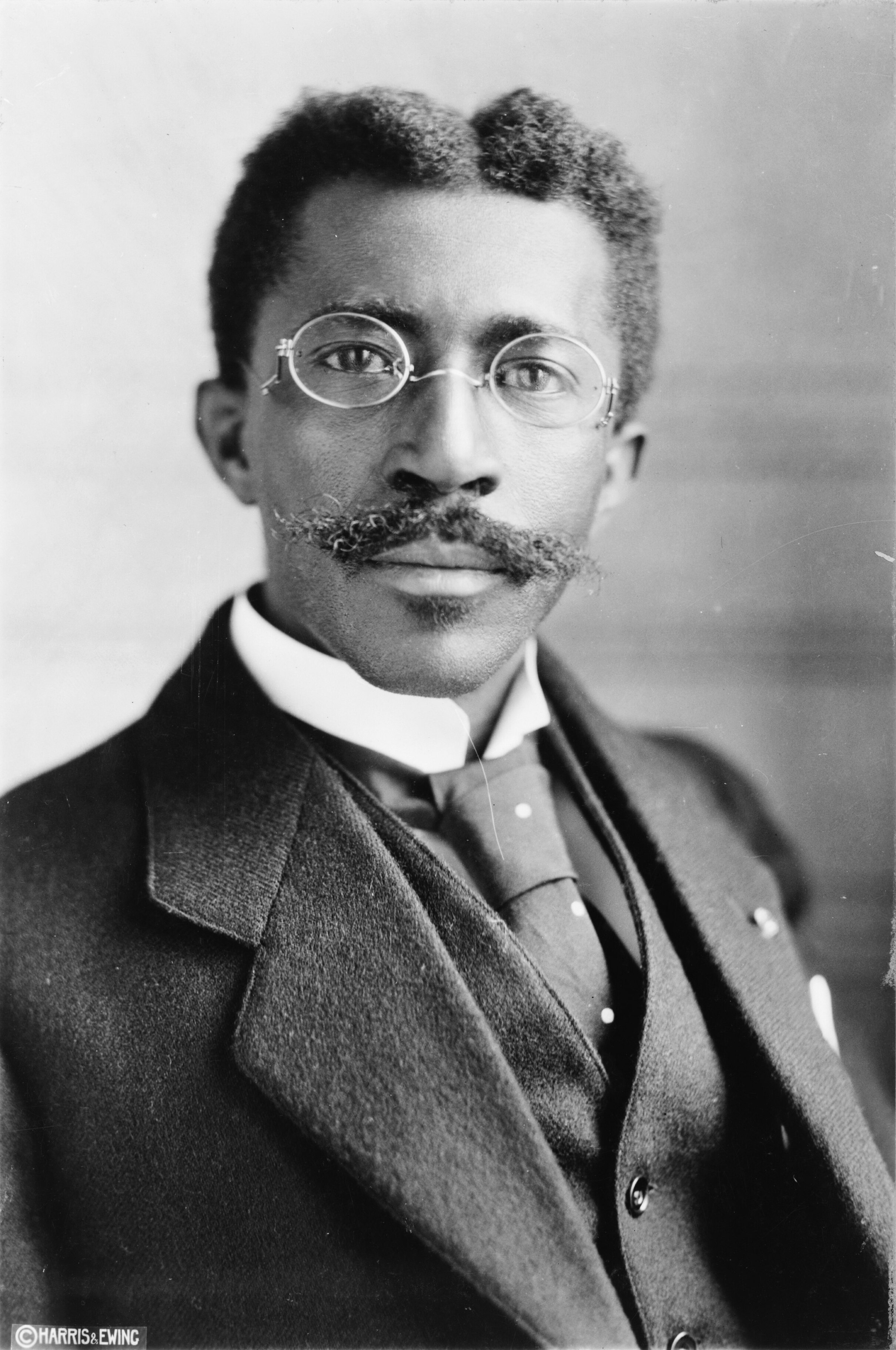
President Charles D.B. King.

De algemene verkiezingen in Liberia van 1919 werden in mei van dat jaar gehouden en gewonnen door Charles D.B. King van de True Whig Party. Exacte data (opkomst, stemverdeling, e.d.) ontbreken.
Alle verkiesbare zetels in het parlement gingen naar de True Whig Party.

## Bron
- (en)  African Elections Database: 1919 Liberia Presidential Election